# 貧乏神 (落語)
『貧乏神』（びんぼうがみ）は、上方落語の演目で、大阪市生まれの落語作家・小佐田定雄の新作落語。小佐田の代表作の一つとして数えられる。
主な演者には、2代目桂枝雀などがいる。

## あらすじ
江戸時代、何度も嫁に逃げられる男がいた。男に取り憑く貧乏神は働くように催促するが、男は仕事に行こうとしない。貧乏神は家賃の分だけでも稼ごうと爪楊枝削りや洗濯代行の内職をしていたが、ある日男に頭陀袋に入った銭を盗まれてしまう。怒った貧乏神はこの家を出ていくと宣言するが、男はせめて行き先だけは世話させてくれと自分と同じように妻に逃げられた友人の名を出し、演目は終了する。

## 関連作品
- 『年々彩々』

秀良子の漫画作品。怠け者の主人公、余平（よへい）と彼に取り憑く貧乏神を淡い恋仲として描いた連作落語シリーズ。ISBN 978-4-39-678338-9